# Кочанска река
Кочанска река извире са јужне стране Осова на надморској висини од 1.630 метара. Брегалница протиче поред села Чифлик, на надморској висини од 295 метара. Врело реке развија широку долину све до Кочанске клисуре. Припада равничарским рекама.
Укупна дужина Кочанске реке износи 34 километара.

## Карактеристике
У планинском делу има велики број притока. Све притоке уливају се са десне стране.
Притоке:
- Липовска река
- Рамнобрдска
- Мала река

Река је разграната и има али асиметричну хидрографску мрежу.
Највиши ниво воде, река достиже током априла и маја, када се снег топи од високих планинских врхова. Најнижи водостај је у јулу и августу када су падавине минималне а испаравања велика услед високе температуре ваздуха.
Река има велики пад (39,3%), што је омогућило да се помоћу њеног корита, у селу Доње Гратче, да се изгради вештачки резервоар, који према селу Гратче.

## Назив
Кочанска река добила је име према највећем граду кроз који протиче, град Кочани.
Али међу локалним становништвом позната је и као Крива Река.